# セイブ・ザ・ワールド
『セイブ・ザ・ワールド』（原題: The In-Laws）は、2003年のアメリカ映画。1979年のアメリカ映画『あきれたあきれた大作戦』のリメイク。 

## ストーリー
スティーヴは世界中を飛び回るコピー機のセールスマン。だが、実は彼の正体はCIAの潜入捜査官であり、国際的な武器密輸組織を壊滅させるために奔走していた。そんなある日、スティーヴの息子マークが、結婚を考えている女性メリッサとその家族に会って欲しいと頼んでくる。可愛い一人息子のために、スティーヴは快く了承するが、相手方の父親である足の専門医ジェリーは、とても神経質で小心者な性格であった。そして、初顔合わせ当日を迎えるが、運が悪いことに、会食中任務に関わる大事件が起きてしまう。なんとか無事その場を切り抜けたスティーヴだったが、その様子をジェリーに目撃されてしまう。これが原因でスティーヴはジェリーに危険人物だと勘違いされてしまい、息子の結婚が破談寸前にまで陥ってしまう。スティーヴは世界を守るため、そして息子の幸せを守るために、様々な困難に立ち向かう決意をするのだった。

## キャスト
| 役名                         | 俳優                     | 日本語吹替 | 日本語吹替 |
| 役名                         | 俳優                     | 通常版     | ハッスル版 |
| ---------------------------- | ------------------------ | ---------- | ---------- |
| スティーヴ・トバイアス       | マイケル・ダグラス       | 山路和弘   | 小川直也   |
| ジェリー・ペイサー           | アルバート・ブルックス   | 岩崎ひろし | 橋本真也   |
| アンジェラ・ハリス           | ロビン・タニー           | 加納千秋   | 加納千秋   |
| マーク・トバイアス           | ライアン・レイノルズ     | 武藤正史   | 武藤正史   |
| ジュディ・トバイアス         | キャンディス・バーゲン   | 鈴木弘子   | 鈴木弘子   |
| メリッサ・ペイサー           | リンゼイ・スローン       | 木下紗華   | 木下紗華   |
| キャサリン・ペイサー         | マリア・リコッサ         | 宮寺智子   | 宮寺智子   |
| ジャン＝ピエール・ティボドゥ | デヴィッド・スーシェ     | 後藤哲夫   | 後藤哲夫   |
| ウィル・ハッチンズ捜査官     | ラッセル・アンドリュース | 室園丈裕   | 室園丈裕   |
| ソーン捜査官                 | リチャード・ワフ         | 手塚秀彰   | 手塚秀彰   |

- 日本語吹替は二種類ともDVDに収録されている。

## スタッフ
- 監督：アンドリュー・フレミング
- 製作：ビル・ガーバー、エリー・サマハ、ジョエル・サイモン、ビル・トッドマン・Jr
- 製作総指揮：デヴィッド・コートスワース、オリヴァー・ヘングスト、アンドリュー・スティーヴンス
- 脚本：ナット・モールディン、エド・ソロモン
- オリジナル脚本：アンドリュー・バーグマン
- 撮影：アレクサンダー・グラジンスキー
- 音楽：クラウス・バデルト、ジョン・パウエル、ジェームズ・S・レヴィン
- 主題歌：ポール・マッカートニー